# San Godenzo
San Godenzo je italská obec v provincii Firenze v oblasti Toskánsko.
V roce 2012 zde žilo 1 197 obyvatel.

## Sousední obce
Dicomano, Londa, Marradi, Portico e San Benedetto (FC), Pratovecchio Stia (AR), Premilcuore (FC), Santa Sofia (FC)

## Vývoj počtu obyvatel
Zdroj: 